# Gare d'Étaples - Le Touquet
Ne doit pas être confondu avec Gare du Touquet (Belgique).
La gare d'Étaples - Le Touquet (dite aussi gare d'Étaples) est une gare ferroviaire française, des lignes de Longueau à Boulogne-Ville et de Saint-Pol-sur-Ternoise à Étaples, située sur le territoire de la commune d'Étaples, à proximité du Touquet-Paris-Plage, dans le département du Pas-de-Calais, en région Hauts-de-France.
Mise en service en 1847 par la Compagnie du chemin de fer d'Amiens à Boulogne, elle devient une gare de la Compagnie des chemins de fer du Nord en 1851.
C'est une gare de la Société nationale des chemins de fer français (SNCF), desservie par des TGV (accessibles en tarification TERGV) ; c'est également une gare régionale du réseau TER Hauts-de-France, desservie par des trains express régionaux.

## Situation ferroviaire
Établie à 10 mètres d'altitude, la gare de bifurcation d'Étaples - Le Touquet est située au point kilométrique (PK) 226,287 de la ligne de Longueau à Boulogne-Ville, entre les gares ouvertes de Rang-du-Fliers - Verton (s'intercale la gare fermée de Saint-Josse) et de Dannes - Camiers.
Elle est également l'aboutissement, au PK 134,296, de la ligne de Saint-Pol-sur-Ternoise à Étaples après la gare ouverte de Montreuil-sur-Mer (s'intercale la gare fermée de Beutin).

## Histoire

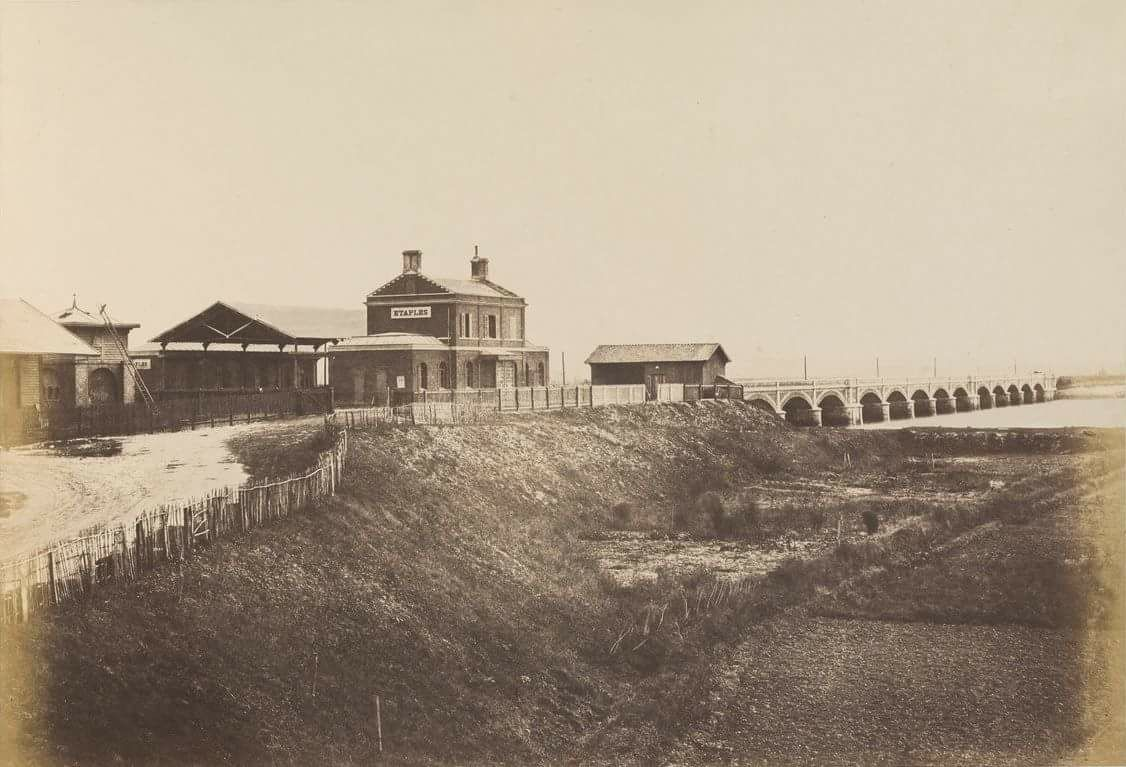
La première gare, photographiée par Baldus en 1860.

En 1844, la Compagnie du chemin de fer d'Amiens à Boulogne devient concessionnaire d'une ligne d'Amiens à Boulogne. Elle met en service une première section d'Amiens à Abbeville, au mois de mars 1847, avant d'ouvrir, le 21 novembre 1847, le tronçon d'Abbeville à Neufchâtel passant par la gare d'Étaples. Cette première gare, aujourd'hui disparue, se trouve juste après le viaduc ferroviaire qui traverse la Canche ; elle comportait deux bâtiments et une marquise identiques à ceux de la gare de Rue. La ligne est mise en service dans sa totalité le 17 avril 1848.
La ligne et la gare d'Étaples intègrent le patrimoine de la Compagnie des chemins de fer du Nord, lorsqu'elle reprend par fusion la compagnie d'Amiens à Boulogne le 9 juillet 1851.
En 1875, une nouvelle gare est construite ; elle sera commune aux deux lignes, d'Amiens à Boulogne et d'Arras à Étaples. L'ancienne est par la suite démolie. Cette nouvelle gare devient donc un nœud ferroviaire, avec la mise en service, le 1er octobre 1875, de l'embranchement d'Étaples à Montreuil par la Compagnie du Nord. Son bâtiment correspond au plan type standard de la Compagnie du Nord pour les gares de bifurcation ; il se caractérise par un grand corps de logis à deux étages, pourvu de grands pignons transversaux.
En 1900, la ligne du tramway d'Étaples à Paris-Plage est mise en service le 15 juillet. Le terminus est situé en bordure du quai impair, dans la cour de la gare.
En 1908, on étend et on réorganise les voies de quai et de garage. Une salle d'attente pour les voyageurs est aménagée. L'année suivante, l'usine à gaz de la ville est raccordée aux voies de la gare.
En 1913, on pose du carrelage sur les quais et on procède à des améliorations diverses.
Le 12 mai 1922, le roi d'Angleterre George V arrive en gare dans son train spécial. Après avoir passé la nuit en gare, il va en cortège, avec notamment le maréchal Douglas Haig, visiter le cimetière militaire britannique d'Étaples. Il revient ensuite en gare et son train part pour la gare de Wimereux.
En 1935, des travaux d'amélioration de la gare et de ses abords dépassent les coûts prévus, et l'ingénieur en chef de l'exploitation de la Compagnie du Nord demande une participation supplémentaire au conseil général.
En mai-juin 1940, la ligne du tramway d'Étaples à Paris-Plage est gravement endommagée lors de la bataille de France. Le trafic est interrompu et ne reprendra pas ; la ligne est officiellement fermée la même année.
La gare est fermée au service Fret SNCF le 15 juillet 2008.
En 2009, Réseau ferré de France entreprend des travaux de modernisation de la ligne et d'aménagement de la gare, afin de permettre l'arrivée du TERGV. Ils consistent notamment à électrifier et moderniser la signalisation de la ligne, et à aménager les installations de la gare pour les rendre accessibles aux personnes à la mobilité réduite. Dans la gare, on installe un nouveau poste d'aiguillage, tandis que les quais sont rehaussés pour un accès facilité dans les TER récents, une bande podotactile est installée en bordure de ces quais pour les personnes malvoyantes, le souterrain est réaménagé et on y installe des ascenseurs. Le chantier est totalement terminé lors de l'inauguration, qui a lieu le 10 décembre 2010.
Durant ces travaux, on a également remplacé la passerelle piétons qui permet le passage au-dessus des voies de la gare, pour relier les quartiers anciens et nouveaux de la ville. L'ancienne passerelle a été détruite début mai 2009, et il était prévu que la nouvelle soit opérationnelle le 15 août mais, lors de son installation, une partie de l'ouvrage en béton s'est effondrée, provoquant la mort d'un ouvrier,. Ce n'est donc qu'en 2010 que les piétons peuvent de nouveau emprunter la nouvelle passerelle. Pour des raisons de coût, elle n'est pas accessible par une pente douce mais par des escaliers, ce qui ne permet pas son accessibilité aux personnes à la mobilité réduite et aux poussettes.
En 2023, la SNCF estime la fréquentation annuelle de cette gare à 524 304 voyageurs.
À la fin de la même année, débutent d'importants travaux de rénovation de la gare, pour un coût estimé à 2,5 millions d'euros. Ces travaux, qui s'achèvent en août 2024, comprennent la réfection de la toiture, des façades, du hall d'accueil et la mise aux normes pour les personnes handicapés. Les abris des quais et les salles d'attente seront quant à eux rénovés en 2026,. De surcroît, la police municipale d'Étaples s'installe dans une aile du bâtiment voyageurs (en l'occurrence dans des locaux spécialement réaménagés) en septembre 2024.

## Service des voyageurs

### Accueil
Gare de la SNCF, elle dispose d'un bâtiment voyageurs, avec guichets, ouvert tous les jours. Elle est équipée d'automates pour l'achat de titres de transport.
Un souterrain, équipé d'ascenseurs, permet la traversée des voies et donc le passage d'un quai à l'autre.

### Desserte
Étaples - Le Touquet est desservie par des TGV inOui (accessibles en tarification TERGV, depuis ou vers Lille-Europe ou Arras). C'est également une gare régionale du réseau TER Hauts-de-France, desservie par des trains express régionaux des relations :
- Paris-Nord – Longueau – Amiens – Abbeville – Noyelles-sur-Mer – Rue – Rang-du-Fliers - Verton – Étaples - Le Touquet – Boulogne-Ville – Calais-Ville ;
- Béthune / Arras – Saint-Pol-sur-Ternoise – Hesdin – Montreuil-sur-Mer – Étaples - Le Touquet ;
- Laon – Tergnier – Ham (Somme) – Amiens – Abbeville – Noyelles-sur-Mer – Rue – Rang-du-Fliers - Verton – Étaples - Le Touquet – Boulogne-Ville – Calais-Ville (en été).

### Intermodalité
Un parc à vélos et un parking sont aménagés à ses abords.
La gare est desservie par les lignes 1A, 1B et Navette, ainsi que le service estival Navette des Plages 1, du réseau de la CA2BM. Elle est également desservie par la ligne 430 du réseau interurbain Oscar.

## Galerie de photographies

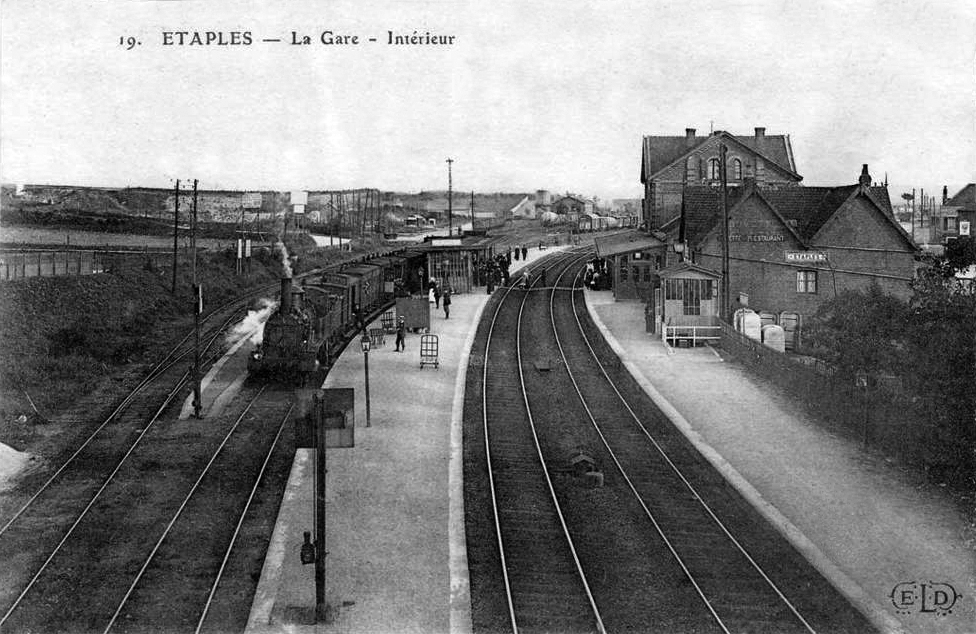
La gare, au début des années 1900.
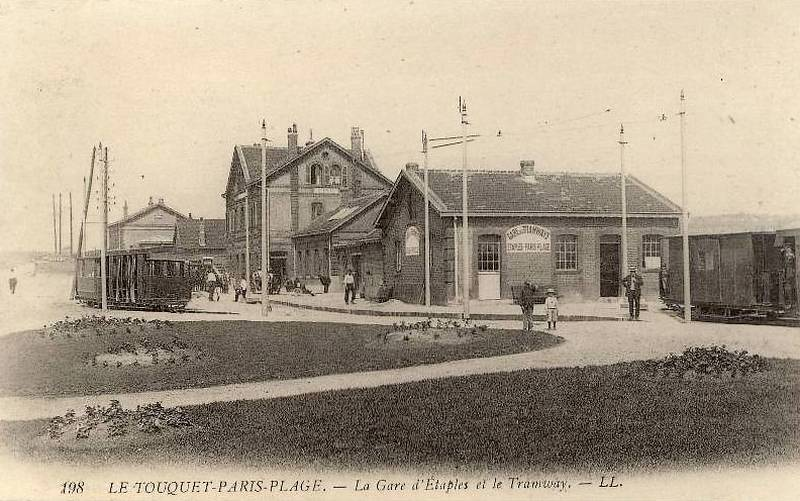
Le tramway et la gare, vers 1910.
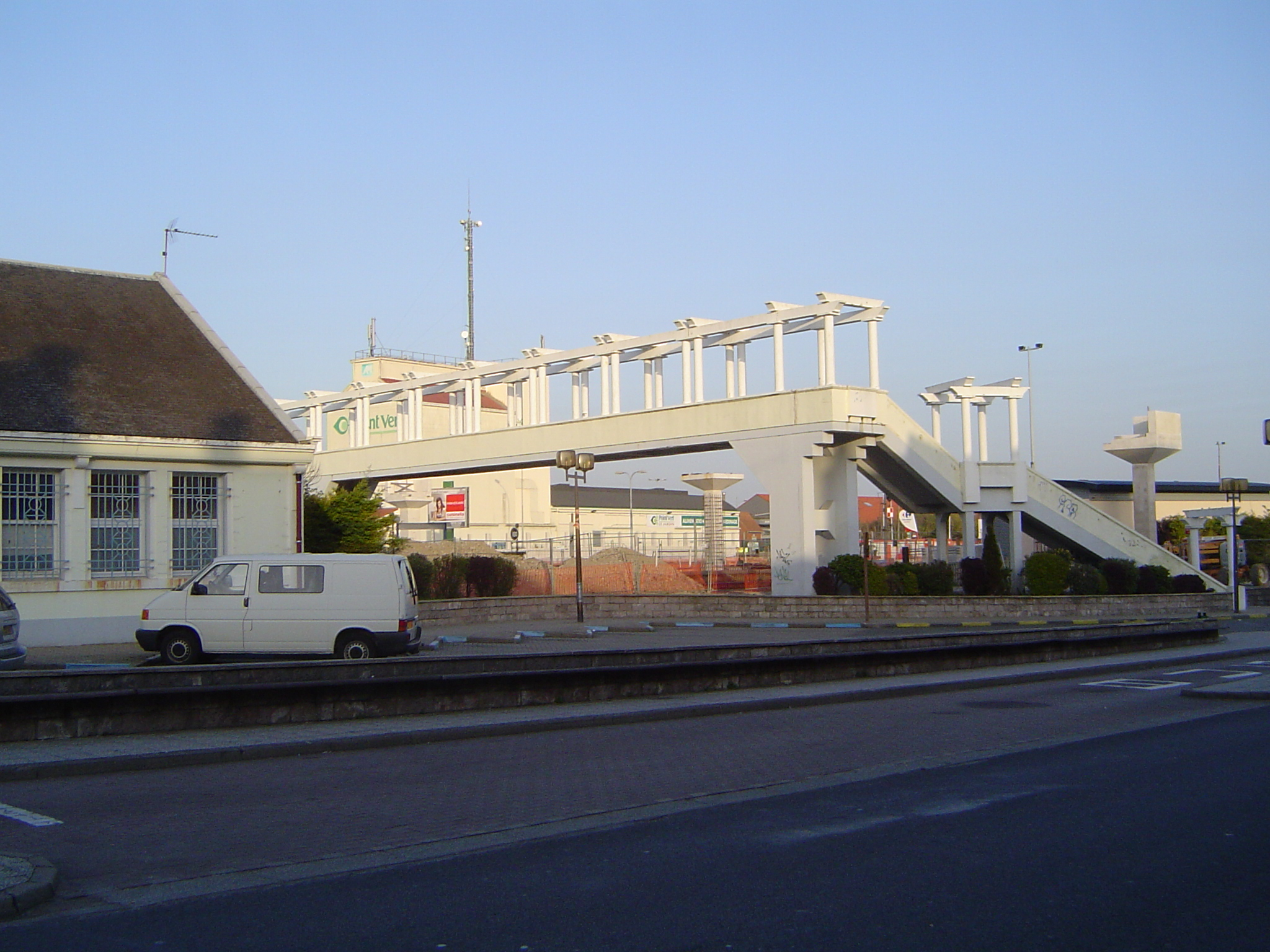
La passerelle, en 2010.
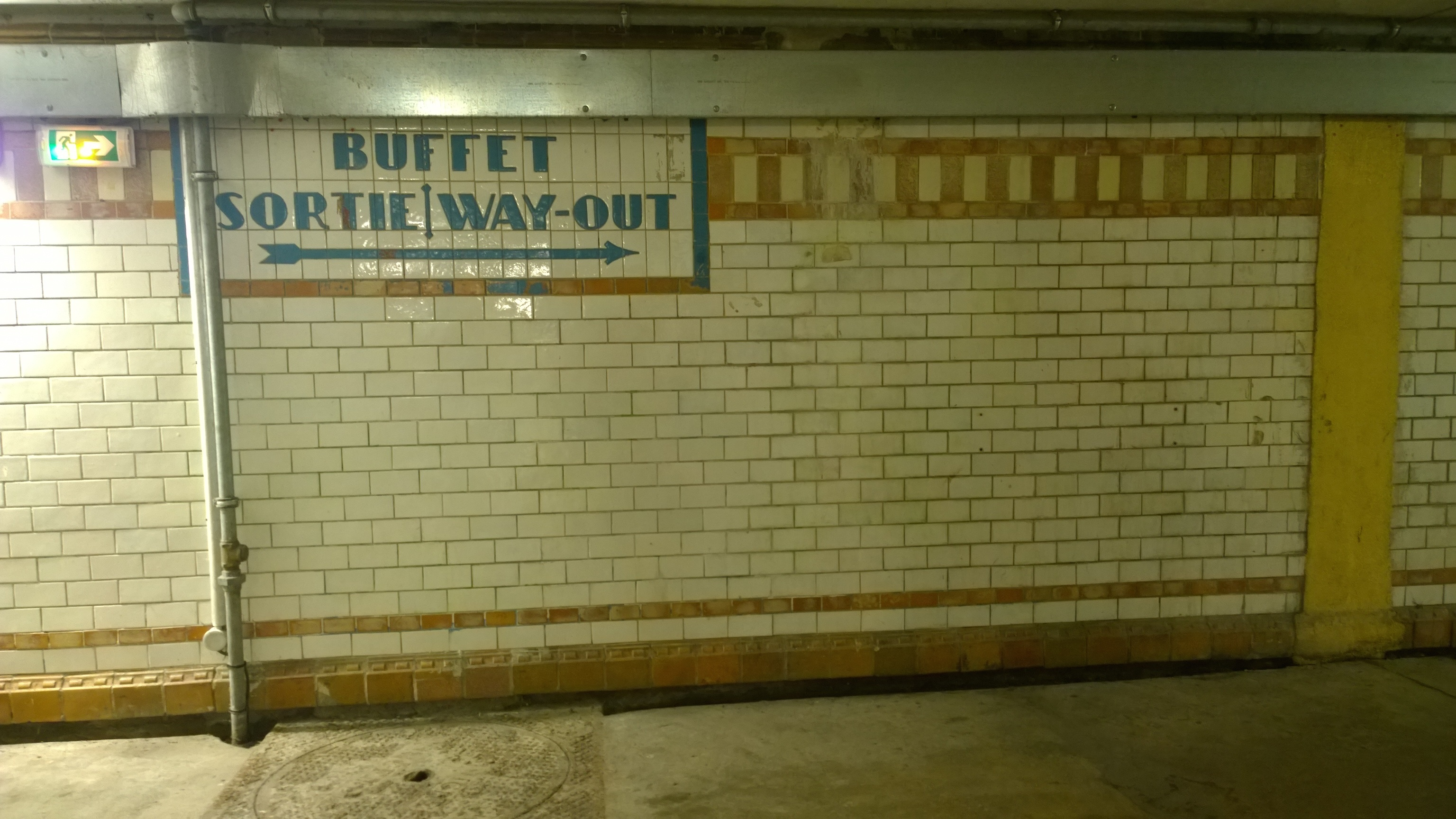
Intérieur du souterrain d'accès aux quais, en 2015.
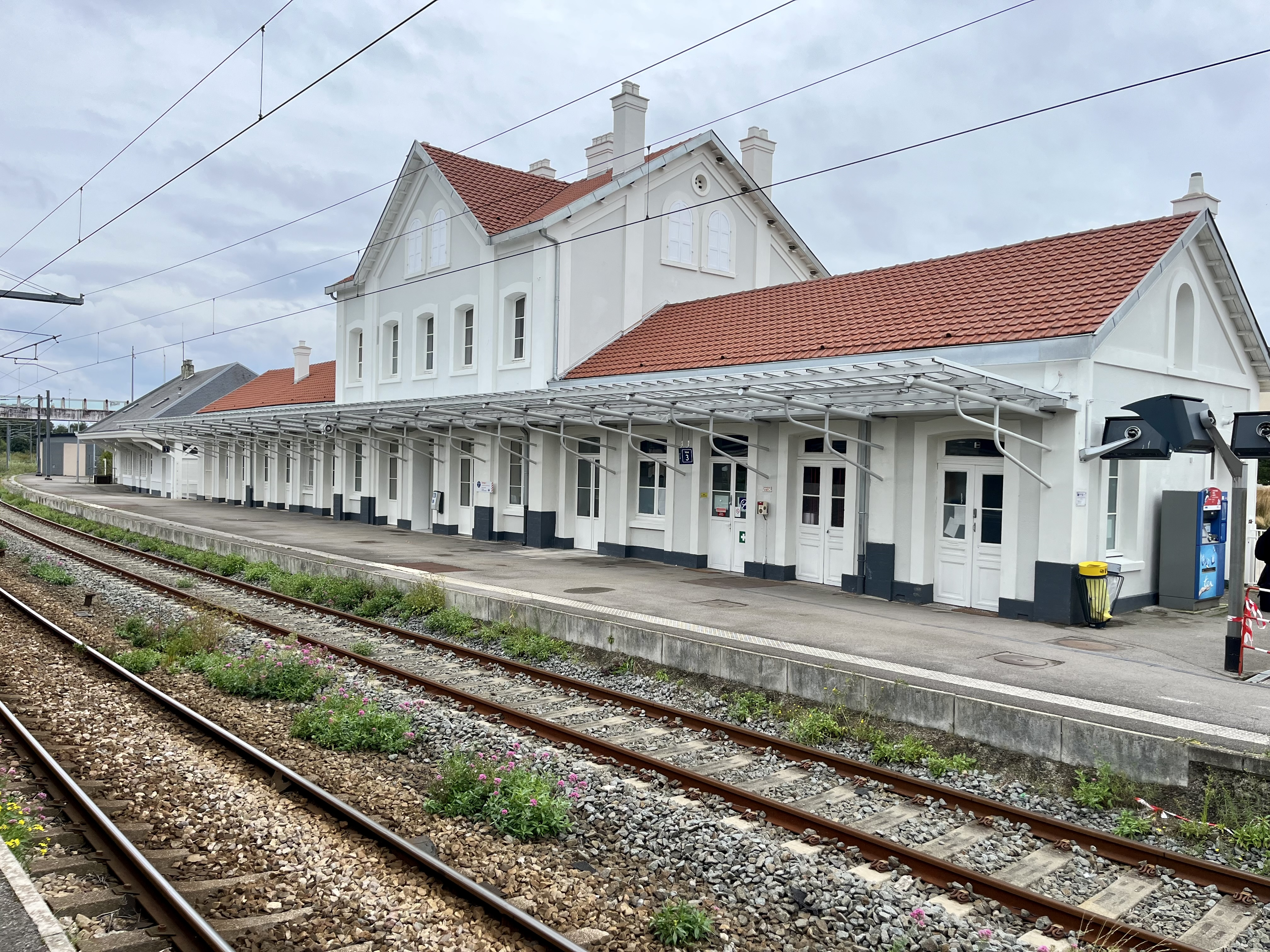
Bâtiment voyageurs, voies et quais, en 2024.